# Ulla
Ulla er et pigenavn, der er en kortform af det svenske "Ulrika", som også findes i den danske udgave Ulrikke. Den korte form er dog langt mere populær i Danmark end den længere udgave, idet omkring 21.000 danskere bærer navnet.
I tyske sammenhænge bruges Ulla primært som forkortelse for Ursula.

## Kendte personer med navnet
- Ulla Cold, dansk sanger.
- Ulla Dahlerup, dansk forfatter.
- Ulla Diedrichsen, dansk billedkunstner.
- Ulla Gottlieb, dansk skuespiller.
- Ulla Henningsen, dansk skuespiller og sanger.
- Ulla Jessen, dansk skuespiller.
- Ulla Bülow Lemvigh-Müller Koppel, dansk skuespiller.
- Ulla Lock, dansk skuespiller.
- Ulla Pia, dansk sanger.
- Ulla Ryum, dansk forfatter.
- Ulla Sandbæk, dansk præst og politiker.
- Ulla Terkelsen, dansk journalist.
- Ulla Tørnæs, dansk politiker og minister.

## Navnet anvendt i fiktion
- Ulla Jacobsen er en figur fra Matador, der spilles af Karen-Lise Mynster.